# Lasseubetat
Lasseubetat – miejscowość i gmina we Francji, w regionie Nowa Akwitania, w departamencie Pireneje Atlantyckie.
Według danych na rok 1990 gminę zamieszkiwało 187 osób, a gęstość zaludnienia wynosiła 26 osób/km² (wśród 2290 gmin Akwitanii Lasseubetat plasuje się na 990. miejscu pod względem liczby ludności, natomiast pod względem powierzchni na miejscu 1268.).